# Halichaetonotus arenarius
Halichaetonotus arenarius är en djurart som tillhör fylumet bukhårsdjur, och som först beskrevs av Jean-Loup d'Hondt 1971.  Halichaetonotus arenarius ingår i släktet Halichaetonotus och familjen Chaetonotidae. Inga underarter finns listade i Catalogue of Life.